# Don Quixote (Gordon Lightfoot)
Don Quixote è un album in studio del cantautore canadese Gordon Lightfoot, pubblicato nel 1972.

## Tracce
Tutte le tracce sono state scritte da Gordon Lighfoot, eccetto dove indicato.

Side 1
1. Don Quixote – 3:41
2. Christian Island (Georgian Bay) – 4:02
3. Alberta Bound – 3:07
4. Looking at the Rain – 3:40
5. Ordinary Man – 3:19
6. Brave Mountaineers – 3:36

Side 2
1. Ode to Big Blue – 4:48
2. Second Cup of Coffee – 3:03
3. Beautiful – 3:23
4. On Susan's Floor (Shel Silverstein, Vince Matthews) – 2:58
5. The Patriot's Dream – 6:04